# クーパ
クーパ（Koopa）は、イギリスのエセックスにて結成されたポップ・パンク・バンドである。
レーベル契約を結ばず、CDさえ作成していない段階で、ダウンロード販売のみで自主制作した楽曲を発表。すると、それらの楽曲がイギリスのシングルチャートにて軒並みチャートインを記録し、イギリス史上初の快挙を遂げたモンスター・バンドとして一躍有名になる。現在までにイギリスを代表するポップ・パンク・バンドの一つに数えられている。「2006年FIFAワールドカップ、ドイツ大会」のために制作した楽曲「Stand Up 4 England」は彼等の代表曲。
また、アメリカのポップ・パンク勢には見られない、インディー・ロック色の強い独特なポップ・パンク・サウンドが彼等の特徴。そして、メンバー全員が、影響を受けたアーティストとしてブリンク 182、オフスプリング、グリーン・デイ等を挙げている。

## 略歴
「Elastic Flange」という名のバンドが母体となり、2000年に結成。
2007年1月13日には、日本独自企画盤として、彼等の自主制作時の人気曲を集めたコンピレーション・アルバム『ブラッグ、スティール・アンド・ボロウ』が、Pyropit recordsよりリリースされた。
2008年になると、Pied Piper Recordsと初のレーベル契約を結び、すぐにデビュー・アルバムの作成を開始した。なお、プロデューサーにはブリンク 182のマーク・ホップスが迎えられ、レコーディングはロサンゼルスで行われた。
2009年3月17日には、デビュー・アルバム『ライズ・セル・ストーリーズ』を発表。日本国内のみ同年2月25日に、よしもとアール・アンド・シーより先行販売されている。しかしその直後、方向性の違いからPied Piper Recordsから離脱し、Brilliant/Universal recordsへと移籍。また、同年6月2日には、ヘイ・マンデー、メトロ・ステーションと共に来日公演を行った。
2010年以降の活動実績はない。

## メンバー
- オーリー・クーパー (Ollie Cooper) - ボーカル、ギター
- ジョー・マーフィー (Joe Murphy) - ベース
- ステュー・クーパー (Stu Cooper) - ドラム

＊オーリーとステューは兄弟。

## ディスコグラフィ

### アルバム
- 『ブラッグ、スティール・アンド・ボロウ』 - Blag, Steal & Borrow (2007年) ※自主制作時の人気曲を集めた日本独自企画盤
- 『ライズ・セル・ストーリーズ』 - Lies Sell Stories (2009年) ※デビュー・アルバム。プロデューサーは、ブリンク 182のマーク・ホッパス
- Greatest Hits Vol.1 (2009年) ※ベスト・アルバム。ユニバーサル・レコードから初のメジャーデビュー作品となる

### シングル
| 発表年 | 曲名                                | 各チャート最高位     | 各チャート最高位         | 各チャート最高位   | 収録アルバム           |
| 発表年 | 曲名                                | 全英シングルチャート | 全英ダウンロードチャート | 全英ロックチャート | 収録アルバム           |
| ------ | ----------------------------------- | -------------------- | ------------------------ | ------------------ | ---------------------- |
| 2005   | "No Trend"                          | 71                   | -                        | -                  | Blag, Steal and Borrow |
| 2006   | "Stand Up 4 England"                | -                    | -                        | -                  | Greatest Hits Vol.1    |
| 2006   | Three in a Bed with Bobby George EP | -                    | -                        | -                  | EP                     |
| 2007   | "Blag, Steal and Borrow"            | 31                   | 24                       | -                  | Blag, Steal and Borrow |
| 2007   | "One Off Song for the Summer"       | 21                   | 15                       | 8                  | Greatest Hits Vol.1    |
| 2007   | "The Crash"                         | 16                   | 11                       | -                  | Lies Sell Stories      |
| 2008   | "Gimme It Back"                     | -                    | -                        | -                  | Lies Sell Stories      |